# Cristoforo Colombo (1954)
El Cristoforo Colombo fue un transatlántico italiano propiedad de la naviera Italia Società di Navigazione, más conocida como la Italian Line. Era el buque hermano del TN Andrea Doria. Fue desguazado en 1982, tras 25 años de servicio.

## Primeros años en servicio
Los orígenes del Cristoforo Colombo se explican por la situación de la naviera al terminar la Segunda Guerra Mundial. La guerra había sido devastadora para sus navíos; dos de sus barcos más grandes y modernos, el SS Rex y el SS Conte di Savoia, habían sido destruidos. La compañía decidió entonces construir sólo buques de tamaño moderado que fueron, sin embargo, muy lujosos, cómodos y elegantes. 
El Cristoforo Colombo fue construido en los astilleros Ansaldo de Génova. Su gemelo, el Andrea Doria, ya había sido terminado mientras se daban los últimos toques al Cristoforo Colombo. Fue lanzado en 1953 y su viaje inaugural se realizó en 1954. En el momento de su lanzamiento, el Cristoforo Colombo era mayor que el Andrea Doria, convirtiéndose, por lo tanto, en el buque italiano más grande jamás construido hasta entonces.

## Época como barco de cruceros
Al incorporarse a la flota el SS Leonardo da Vinci quedó constituida una nueva clase. El Cristoforo Colombo y el Leonardo da Vinci fueron los buques insignia de la Italian Line y los principales barcos italianos en surcar el Atlántico Norte hasta 1965, cuando los nuevos Michelangelo y Raffaello fueron puestos en servicio. 
El Cristoforo Colombo fue retirado del servicio transoceánico y sustituyó al Saturnia y al Vulcania en la ruta del Adriático. Fue pintado totalmente de blanco en 1966, para armonizarlo con los demás barcos de la empresa, que habían abandonado el negro como color de casco.

## Últimos años en servicio
En 1973 el Cristoforo Colombo fue retirado del servicio del Adriático para surcar el Atlántico sur, con el objeto de reemplazar al Giulio Cesare, que había sufrido graves problemas mecánicos. Permaneció en esa ruta hasta 1977, cuando resultó claro que era antieconómico su funcionamiento, siendo posteriormente vendido a Venezuela, para su uso como hotel.

### Un hotel anclado en el Orinoco
A finales de los años 1970, estando próximo el vigésimo aniversario de la fundación de la Corporación Venezolana de Guayana (CVG), Ciudad Guayana estaba en construcción. Apenas se habían levantado algunas instalaciones de lo que hoy día es conocido como uno de los centros industriales más importantes del país latinoamericano.
Al tratarse de una localidad incipiente, todavía no se contaba con la infraestructura necesaria para albergar a los técnicos y profesionales, que acudían a trabajar en el llamado "Plan IV" de Sidor, por lo que el Gobierno Venezolano resolvió comprar el Cristoforo Colombo para alojar a, al menos, 1200 personas.
Llegó a Puerto Ordaz, en Ciudad Guayana, en septiembre de 1977. 
El transatlántico, anclado en la zona industrial Matanzas y rebautizado como “Residencias Cristóbal Colón”, se convirtió en una atracción popular. A su llegada a Venezuela, ya era conocido por haber transportado a sultanes, estrellas de cine, celebridades y personalidades de la época.
En 1981, fue vendido para su desguace a una empresa de Taiwán. Sin embargo, al llegar a Kaohsiung, fue remolcado a Hong Kong con la esperanza de que alguien deseara adquirirlo. Al darse dicha situación, fue remolcado nuevamente a Kaohsiung, en el otoño de 1982, y posteriormente enviado al desguace.